# Акациевый мёд
Акациевый мёд — один из самых известных сортов монофлерного мёда во всём мире. Он сделан из нектара растения, известного как дерево ложной акации или Robinia pseudoacacia, которая растёт в южных регионах стран.

## Происхождение
Цветение акации обычно начинается в мае и длится приблизительно четырнадцать дней. Для успешного сбора нектара и пыльцы пчёлами в этот период времени должна быть тёплая и сухая погода.
Акация — это ценный и отличный медонос, но не все пчелосемьи способны набраться сил после зимней спячки к её цветению. К тому же, погодные условия в мае достаточно непредсказуемы и часто неблагоприятные, поэтому из одного улья пчеловоды способны выкачать 8-12 кг продукта. Однако благодаря быстрой высокой скорости работы пчёл, с одного гектара насаждений акации получается собрать до 800 килограммов мёда.
На цветении желтой акации выделение нектара зависит от погоды ещё больше. В пасмурную и погоду после дождя наступает самый высокий уровень. Максимальное количество нектара выделяется при температуре +15 градусов по Цельсию. В сухую и солнечную погоду пчелы собирают пыльцу.

## Основные характеристики
Мёд свежей выкачки очень жидкий. Его цвет зависит от сорта медоносов — от практически прозрачного светло-жёлтого при цветах белой акации до насыщенного лимонного, если медоносы были на желтой акации.
Аромат насыщенный цветочный без посторонних включений. Вкус очень сладкий с нотками ванили без послевкусия.
Главное преимущество и отличие от других сортов мёда заключается в том, что акациевый мед очень долго кристаллизуется. В зависимости от чистоты мёда и наличия примесей в нём процесс загустевания может занять до двадцати четырёх месяцев. Такой долгий процесс кристаллизации происходит благодаря его уникальному составу с пониженным содержанием сахарозы и повышенным содержанием фруктозы.
Загустевший акациевый мёд имеет мелкозернистую структуру и белый или бледно-желтый цвет.

## Состав
Акациевый мёд включает в себя 40 % фруктозы и 36 % глюкозы, что придает нежный и чуть приторный вкус без горчинки. Акациевый мед богат витаминами группы В, содержит витамины А и С. В нектаре присутствуют важные минералы — марганец, хром, медь, цинк, бор, натрий, йод, железо и др.
На 100 граммов продукта в составе находится около 3 % белков и 78 % углеводов на 100 г. Калорийность — 337 ккал.

## Хранение
Условия хранения акациевого мёда стандартные, как и для большинства сортов. Его стоит держать в прохладном сухом и тёмном месте в стеклянной таре. В составе достаточно природных консервантов, чтобы мёд не портился несколько лет без потери полезных и целебных свойств. Если мёд всё же кристаллизовался, растопить его лучше на водяной бане, не поддавая воздействию высоких температур, иначе это лишит мёд всякой пользы.